# Willian Bigode
Willian Gomes de Siqueira (Três Fronteiras, 19 de novembro de 1986), mais conhecido simplesmente como Willian ou Willian Bigode, é um futebolista brasileiro que atua como atacante. Atua pelo América Mineiro.

## Carreira
Oriundo das categorias de base do Clube Atlético Uraniense (CAU, de Urânia-SP), onde era treinado por seu pai Motorzinho, Willian decidiu tentar a sorte em 2003 no Guarani, onde foram revelados Careca, Evair, Luizão, Amoroso, Neto, entre outros. Começou a carreira como profissional no clube em 2004. 

### Guarani
A estreia no profissional do Guarani foi aos 18 anos, no segundo turno do Brasileirão, em 22 de agosto de 2004. No estádio Brinco de Ouro da Princesa, o técnico Lori Sandri chamou Willian aos 26 minutos do segundo tempo para substituir o Sandro Hiroshi num jogo contra o Vasco. A partida terminou empatada em 1–1. Pelo Guarani foram 4 jogos no Campeonato Paulista, 7 pelo Brasileirão Série A de 2004 e 7 pelo Brasileirão Série B de 2005, antes de ser contratado pelo Atlético-PR. Como curiosidade, quem fazia a dupla de ataque com Willian no Bugre era Jonas, atleta com passagens por Santos, Grêmio, Valencia, Benfica e Seleção Brasileira.

### Atlético Paranaense
No início de 2006, foi contratado pelo Atlético Paranaense e estreou no Campeonato Paranaense contra o J. Malucelli em 29 de janeiro de 2006, no Estádio Pinhão, em São José dos Pinhais. Entrou no finalzinho do jogo, aos 43 minutos do segundo tempo. À época o treinador era Lothar Matthaus, capitão da Seleção Alemã no título da Copa do Mundo de 1990. O primeiro gol veio em 6 de março 2006, contra o Cianorte de Gilson Kleina, no estádio Albino Turbay. Willian entrou aos 43' do segundo tempo e fechou a goleada de 5–1 aos 47'. Porém, sem a oportunidade de sequência de jogos, Willian teve destaque somente após a chegada do treinador Ney Franco no início de 2008. Sob o comando do treinador, Willian viveu seus maiores momentos com a camisa rubro-negro ao substituiu o ídolo colombiano David Ferreira, principal jogador do time e negociado a um clube árabe, na campanha em que o clube quebrou o recorde de vitórias consecutivas da história da competição.

### Vila Nova
Após a saída de Ney Franco para o Botafogo e rápida passagem pelo Toledo, Willian acabou emprestado no no dia 4 de fevereiro de 2009 ao Vila Nova, de Goiás, para disputas do Campeonato Goiano e Brasileirão Série B. Com bons jogos na Série B acabou como artilheiro da equipe e foi fundamental para evitar o rebaixamento do Vila Nova.

### Figueirense
No começo de 2010, Willian conseguiu rescindir o contrato com o Atlético-PR e após longa negociação foi anunciado como novo jogador do Figueirense. No Campeonato Catarinense, o Figueirense terminou em terceiro lugar, na qual foi artilheiro do torneio e escolhido o craque do campeonato. No Campeonato Brasileiro da Série B de 2010, liderado por Willian e Roberto Firmino, o Figueirense fez grande campanha, chegou a ser líder do campeonato e terminou como vice-campeão, garantindo acesso à Série A de 2011.

### Corinthians
No dia 03 de janeiro de 2011, assinou um contrato com o Corinthians por 4 anos. Por questões burocráticas, Willian só foi liberado para jogar a partir de 28 de janeiro, dia de sua apresentação oficial como jogador do Corinthians. Estreou com a camisa do clube paulista, no dia 30 de janeiro de 2011, em um empate por 2–2, contra o São Bernardo, no Estádio 1º de Maio, pelo Campeonato Paulista 2011. Marcou seus dois primeiros gols, pelo Corinthians, no dia 13 de março de 2011, em uma vitória por 3–2, contra o Mirassol, no Municipal de Mirassol, pelo Campeonato Paulista 2011.
Ainda naquele ano, Willian chegou a viver uma fase excelente no Corinthians, pelo Campeonato Brasileiro 2011, e conseguiu sua titularidade em um ataque sem a badalação de Adriano, Liedson ou Emerson Sheik. Também comemorou a artilharia, naquele momento, pelo clube. Esse grande momento acabou sendo fundamental na conquista do Campeonato Brasileiro 2011.
Em 2012, após uma boa primeira temporada sendo campeão, Willian foi valorizado e teve seu salário quase dobrado. Fez parte do elenco campeão da Copa Libertadores da América 2012. Se despediu do clube alvinegro, no dia 10 de julho de 2012, rumo a Ucrânia.

### Metalist Kharkiv

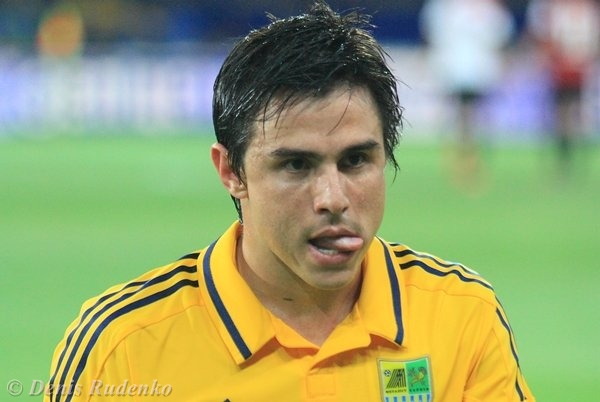
Willian com o Metalist em 2012

Willian foi vendido ao Metalist Kharkiv por US$ 5 milhões (cerca de R$ 20 milhões) após a participação do Corinthians na Copa Libertadores da América de 2012.

### Cruzeiro

#### 2013
No dia 14 de julho de 2013 ele acertou sua volta ao Brasil pra jogar no Cruzeiro. Ele foi envolvido numa troca pelo armador Diego Souza. O time ucraniano pagou 6 milhões de euros no passe de Diego e cedeu também o empréstimo de Willian por um ano. Sua estreia foi logo na partida contra o Atlético Mineiro, pelo Campeonato Brasileiro, e marcou seu primeiro gol contra o Flamengo, pela Copa do Brasil.
Em 2013 o Cruzeiro conquistou o Campeonato Brasileiro, feito que não conquistava desde 2003, Willian foi fundamental para a conquista do troféu, sendo decisivo sempre que entrava. Caiu nas graças da torcida devido a mística do bigode que usa até hoje. 

#### 2014
No dia 24 de julho de 2014, após longa negociação, o Cruzeiro e o Metalist entraram em acordo com relação a compra do jogador em definitivo por 3,5 milhões de Euros.
Em 2014, no entanto, o jogador não mostrou mais o bom rendimento que o tornou ídolo da torcida cruzeirense.
Após marcar contra o Internacional, na vitória por 3–1, na sétima rodada do Campeonato Brasileiro, em Maio, o jogador chegou a ficar 15 partidas oficiais sem marcar gols, ao longo de mais de quatro meses. O jejum foi quebrado apenas no dia 15 de outubro, no jogo de volta das quartas de final da Copa do Brasil, contra a equipe do ABC.
Durante partida válida pela semifinal da Copa do Brasil contra a equipe do Santos, após marcar o único gol do jogo, Willian sofreu uma joelhada do atacante Rildo, ainda no primeiro tempo, fraturando uma costela. Com menos de uma semana de repouso o atacante teve uma rápida recuperação e retornou para atuar no jogo de volta contra o Santos. A participação de Willian foi decisiva na classificação da equipe mineira para a final da competição, marcando dois gols no empate por 3–3.
No dia 23 de novembro de 2014 conquistou novamente o Campeonato Brasileiro entrando para a história do clube em definitivo, fazendo parte do grupo campeão de forma consecutiva do brasileiro, fato inédito para o futebol mineiro. 

#### 2015
Marcou um gol importante na vitória sobre o Universitário de Sucre por 2–0 em joga pela sexta rodada da fase de grupos da Copa Libertadores da América, resultado que garantiu a classificação do Cruzeiro para as oitavas de finais da competição. Willian foi peça importante da equipe mineira durante a campanha na Libertadores, que acabou com a eliminação nas quartas de finais frente ao River Plate, em pleno Mineirão (muitos atribuem a ele a responsabilidade de um gol perdido na partida ainda no primeiro tempo, quando estava 0x0). Após a saída do treinador Luxemburgo e a chegada de Mano Menezes, Willian voltou a repetir o bom futebol de 2013 e caiu nas graças da torcida novamente. Marcou quatro gols numa goleada sobre o Figueirense por 5–1 pelo Campeonato Brasileiro, em plena semana do aniversário de 50 anos do Estádio Mineirão. Além disso, foi peça fundamental para o Cruzeiro se afastar da zona de rebaixamento, situação na qual o clube enfrentou desde o início do ano. 

#### 2016
Willian seguiu como o camisa 9 do elenco e fez uma temporada modesta, seguindo a realidade da maior da parte do elenco celeste. Foram apenas 4 gols na temporada, pouco produziu em números mesmo com o retorno de Mano Menezes na segunda parte do ano, ainda que desempenhado de forma positiva a tática de marcação sob pressão e recomposição defensiva. Alternou momentos de titularidade e de reserva (entrando no decorrer das partidas) na equipe durante todo o ano de 2016, terminando a temporada com pouco prestígio pela torcida, apesar de seu passado excepcional pelo clube.

### Palmeiras

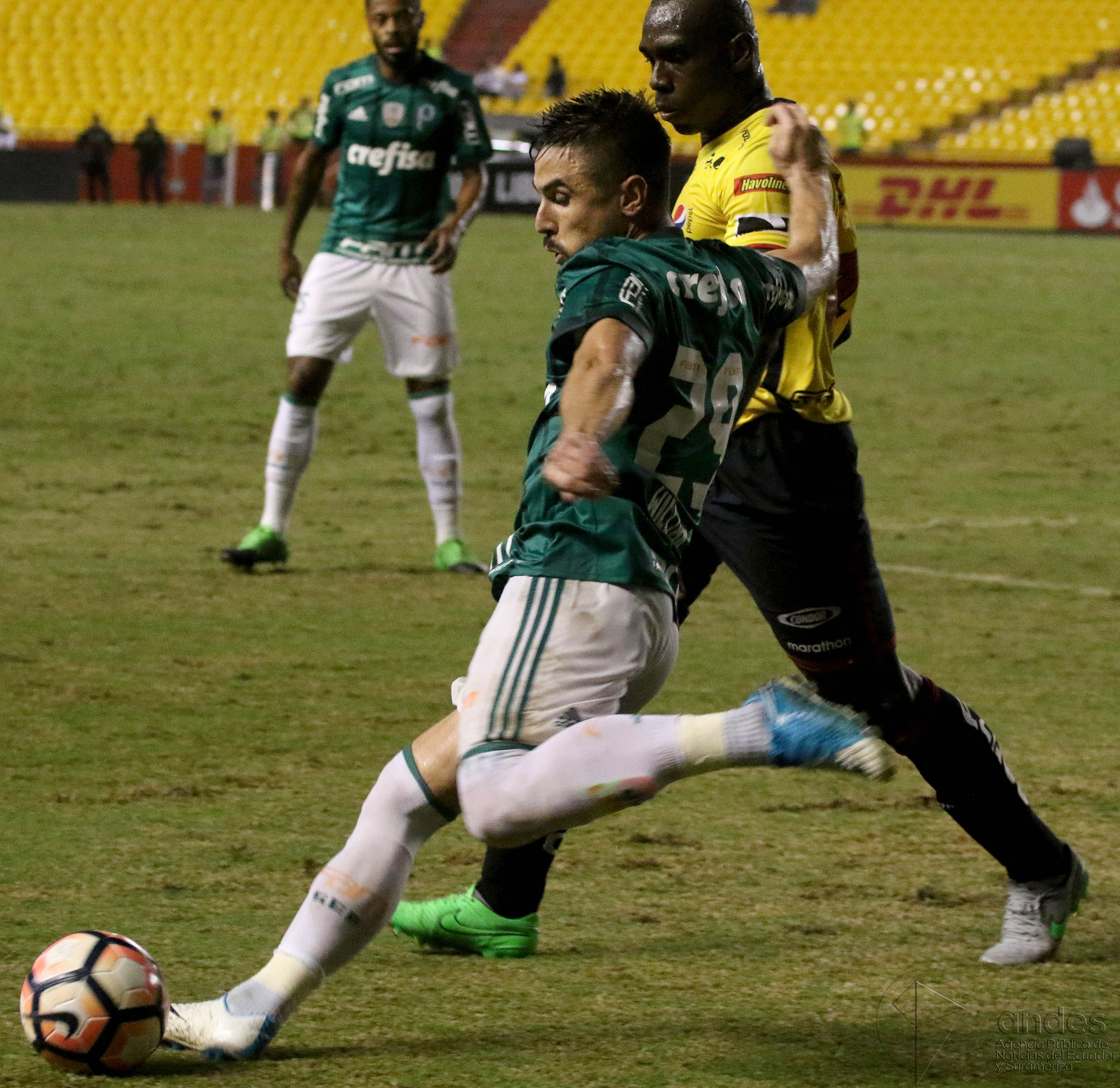
Willian em partida contra o Barcelona pela Libertadores de 2017

Em 11 de janeiro de 2017, Willian acertou sua ida para o Palmeiras. Nem sempre titular no Cruzeiro, o atacante foi envolvido em uma troca pelo empréstimo de Robinho, meia que já estava atuando pela equipe mineira. Inicialmente o contrato de Willian com o Palmeiras teria duração até dezembro de 2017, com possibilidade de prorrogação por mais duas temporadas, porém, em 18 de janeiro, dia em que assinou o contrato, houve uma mudança no documento: Willian assinou contrato definitivo com o Palmeiras, enquanto Robinho assinou um contrato de empréstimo com o clube mineiro. Ambos os contratos iriam até 2019.

#### 2017
Fez sua estreia no dia 29 de janeiro, em partida amistosa contra a Ponte Preta. Seu primeiro gol com a camisa palestrina veio em partida contra o Linense, no dia 19 de fevereiro. Em 26 de abril de 2017, pela fase de grupos da Copa Libertadores, Willian marcou 2 gols na virada do Palmeiras sobre o Peñarol, em Montevidéu, partida histórica marcada pela confusão generalizada entre os dois times e parte da torcida.
Willian terminou o ano de 2017 como artilheiro da equipe com 17 gols, superando o capitão Dudu (16 gols) e o colombiano Miguel Borja (10 gols).

#### 2018
Willian manteve seu espaço como peça importante do time durante toda a temporada de 2018, fazendo mais de 60 partidas. Em maio, marcou o 200º gol do Palmeiras no estádio Allianz Parque, em partida contra o América Mineiro.
As boas atuações não passaram em branco, e, em agosto, teve seu contrato com o Palmeiras renovado até o fim de 2021. Dias depois, realizou seu 100º jogo com a camisa palestrina, atuando contra o Cerro Porteño, pelas oitavas de final da Copa Libertadores.

No fim do mesmo ano, ajudou o clube a conquistar o decacampeonato brasileiro (pessoalmente, seu tetracampeonato) sendo o artilheiro do time na competição com 10 gols. O título veio na partida contra o Vasco da Gama em São Januário, onde o Palmeiras venceu por 1–0. Willian novamente foi decisivo, ao dar a assistência para o gol de Deyverson. Entretanto, lesionou o joelho com gravidade no lance, e teve que passar por cirurgia. A previsão de recuperação foi estipulada entre seis a nove meses.

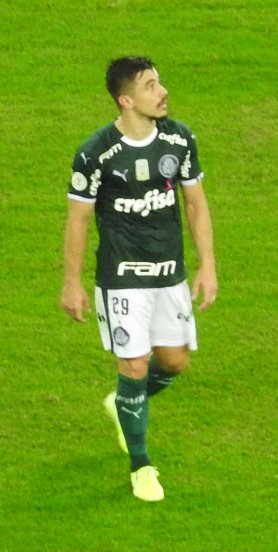
Willian com o em 2019

#### 2019
Após longa recuperação, retornou aos gramados em julho de 2019, em partida válida pelo Copa do Brasil contra o Internacional. Em outubro, Willian entrou para o top 5 de maiores artilheiros do Palmeiras no século, com 38 gols marcados.
Terminou a temporada com 28 jogos e 4 gols marcados.

#### 2020–21
Sagrou-se campeão paulista após o Palmeiras derrotar o rival Corinthians nos pênaltis por 4–3, terminando a competição com 16 jogos e 6 gols.
Em 6 de setembro, Willian marcou o gol da vitória contra o Bragantino por 2–1, se isolando como o segundo maior artilheiro do Verdão na era do Campeonato Brasileiro por pontos corridos, com 22 gols (atrás apenas de Dudu, com 41). Pouco depois, no dia 13, marcou um gol no empate contra o Sport no Allianz Parque, quando entrou no top 100 de jogadores com mais partidas com a camisa palestrina.
No dia 8 de dezembro de 2020, Willian completou 200 jogos com a camisa do Palmeiras, em partida contra o Libertad, válida pela Copa Libertadores.
Em janeiro de 2021, Willian marcou o único gol da vitória sobre o Sport pelo Campeonato Brasileiro e chegou a 28 gols marcados pelo Alviverde na história da competição. Com o feito, igualou o ídolo palmeirense Evair no ranking de artilheiros do Palmeiras no torneio.
Em 30 de janeiro de 2021, foi campeão da Copa Libertadores da América, depois que o Palmeiras venceu por 1–0 na final contra o Santos, disputada em jogo único, no Estádio do Maracanã. O segundo título do Palmeiras na Libertadores veio 21 anos após a conquista de 1999, com a equipe realizando a melhor campanha da competição.
Em março, sagrou-se campeão da Copa do Brasil, quando o Palmeiras venceu o Grêmio na final. Na partida de volta, Willian deu assistência para o gol de Gabriel Menino, o segundo da partida.
Finalizou a temporada com 67 jogos e 17 gols marcados.

#### 2021
Em junho de 2021, Willian fez o gol da vitória sobre o CRB pela terceira fase da Copa do Brasil, seu 62º gol com a camisa Alviverde, igualando o também atacante Paulo Nunes no ranking de maiores artilheiros do Palmeiras. Ainda em junho, marcou os dois gols da vitória sobre o América Mineiro pelo Campeonato Brasileiro. No fim do mês, o Palmeiras anunciou a renovação do contrato de Willian até o fim de 2022.
Com a vitória sobre o Flamengo, no dia 27 de novembro, pela final da Libertadores de 2021, Willian entrou para a lista de brasileiros com mais títulos de Libertadores, assim como seu companheiro de equipe, Marcos Rocha. O atacante conquistou o bicampeonato com o Palmeiras em 2020 e 2021, além de um título pelo rival, Corinthians, em 2012.
Willian terminou sua passagem no Palmeiras com 66 gols em 253 jogos. Isso o tornou o vice-artilheiro do clube no século, e o 34º maior artilheiro da história do clube.

### Fluminense
Após o fim de seu vínculo com o Palmeiras, acertou com o Fluminense com contrato de dois anos.

### Retorno ao Athlético Paranaense
Em 20 de março, após não ter muitas oportunidades no Fluminense em 2023, e além de ter se envolvido em um escândalo de criptomoedas sofrido por Gustavo Scarpa e Mayke, seus ex-companheiros de Palmeiras, William Bigode pediu para ser emprestado ao Athlético Paranaense, tendo o contrato válido até o final da temporada.

### Santos
Em 19 de dezembro de 2023, foi oficializada a contratação de Willian Bigode pelo Santos para a temporada 2024, com um contrato de empréstimo de um ano.
Marcou seu primeiro gol com a camisa do Peixe em 11 de fevereiro, no empate por 2 a 2 contra o Mirassol, em partida válida pela sétima rodada do Paulistão. Ainda em 2024, chegou a ser bastante acionado pelo técnico Fábio Carille e foi campeão da Série B.
Em 2025, perdeu parte da pré-temporada do Santos por lesão e não estava nos planos de Pedro Caixinha. Willian Bigode deixou o Peixe depois de 39 jogos e 7 gols.

### América Mineiro
Em 1 de março de 2025, foi anunciado pelo América Mineiro com contrato definitivo até o final do Campeonato Brasileiro da Série B.

## Títulos
Corinthians
- Campeonato Brasileiro: 2011
- Copa Libertadores da América: 2012

Cruzeiro
- Campeonato Brasileiro: 2013[73] e 2014
- Campeonato Mineiro: 2014

Palmeiras
- Campeonato Brasileiro: 2018
- Campeonato Paulista: 2020
- Copa Libertadores da América: 2020 e 2021
- Copa do Brasil: 2020

Fluminense
- Taça Guanabara: 2022 e 2023[74]
- Campeonato Carioca: 2022 e 2023

Santos
- Campeonato Brasileiro - Série B: 2024

### Prêmios individuais
- Artilheiro do Campeonato Catarinense de 2010 com (13 gols)
- Craque do Campeonato Catarinense de 2010
- Troféu Mesa Redonda: Revelação do Campeonato Brasileiro de 2011
- Seleção do Campeonato Paulista: 2020